# جزيرة تاتاس
جزيرة تاتاس وهي جزيرة من جزر إندونيسيا، وتتبع مدينة بنجرماسين في إقليم كليمنتان الجنوبية في إندونيسيا.